# Forca di Presta
Forca di Presta è un valico stradale dell'Appennino umbro-marchigiano, situato a 1.550 m s.l.m., sui monti Sibillini, ai piedi del monte Vettore, dividendo il territorio della provincia di Ascoli Piceno (Marche), da quello della provincia di Perugia (Umbria). È uno dei luoghi montani più caratteristici e famosi della provincia ascolana, meritevole di particolare attenzione paesaggistica, nonché uno dei punti di accesso ai Piani di Castelluccio: qui è possibile infatti osservare da vicino la parete del versante arquatano del monte Vettore, che sale quasi verticalmente, e l'asperità del suo aspetto roccioso. La località è attraversata dal tracciato del Sentiero europeo E1.

## Geografia

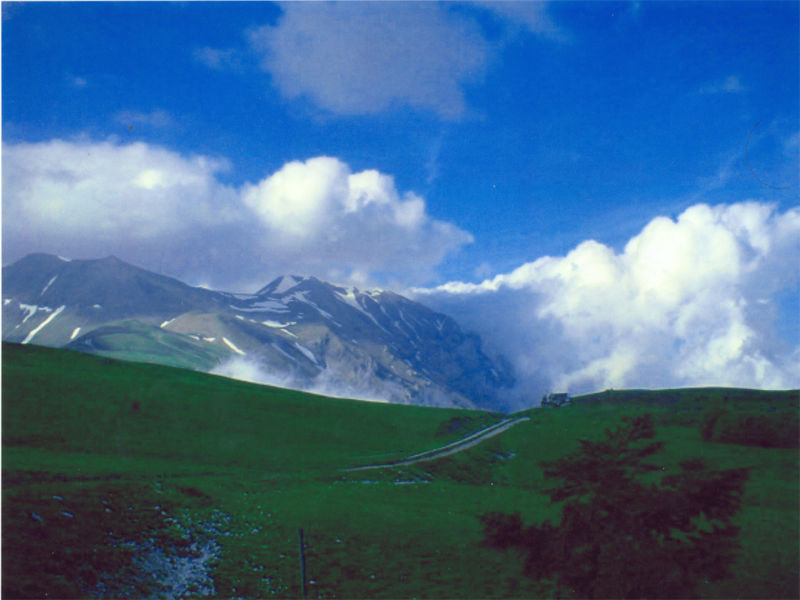
Panorama con il monte Vettore

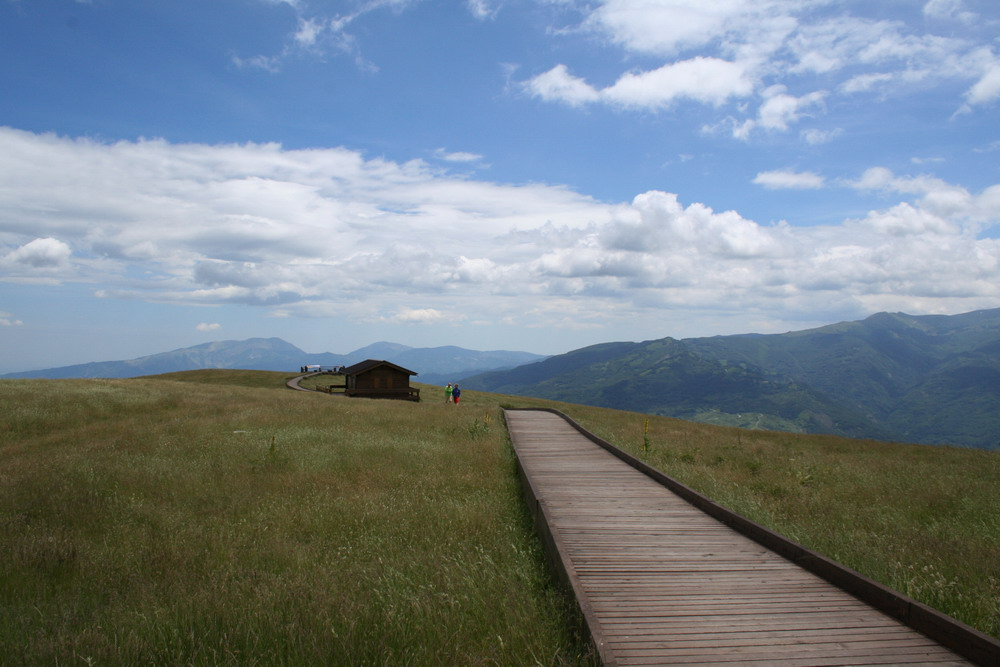
Sentiero per tutti

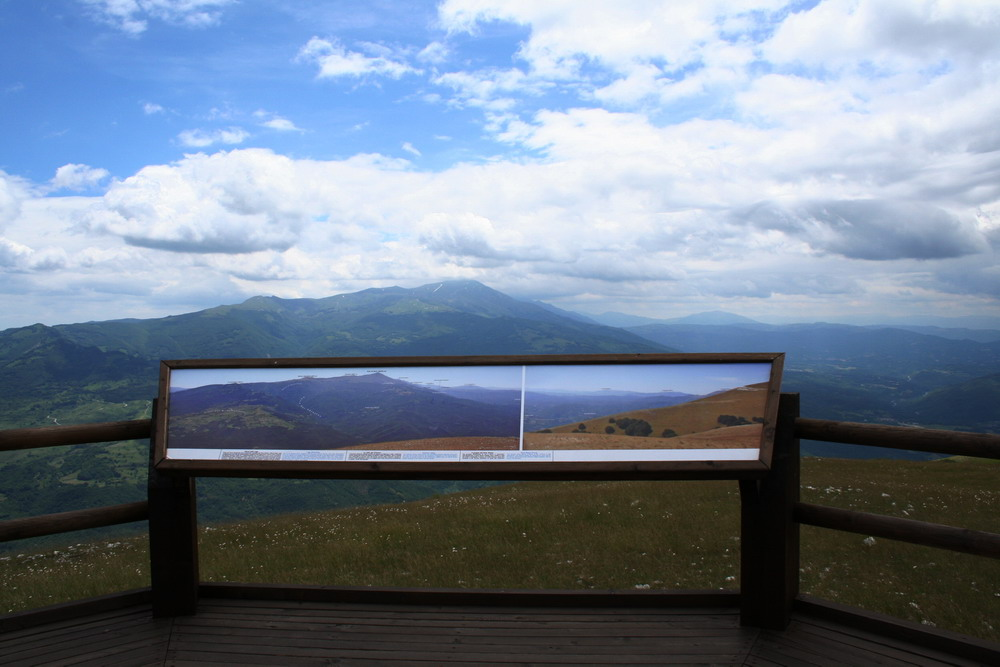
Panorama del belvedere

### Toponimo
Il toponimo deriva dall'accostamento di due termini:
- Forca, che significa passo, valico di montagna;
- Presta, che per alcuni storici è riconducibile o collegabile alla dea dei Sabini Praestitia. Altri credono che possa essere accostata all'etimologia del verbo latino «praestare», interpretato col significato di stare più in alto. Giacinto Pagnani riporta questo toponimo come: «forca de praestitia», per indicare le affitanze, ossia le concessioni in affitto dei terreni, come risulta in un atto di Norcia dell'anno 1346.[1]  Giulio Amadio scrive che Presta possa essere assimilato al significato di «località dominante» con la possibile derivazione dalla parola «praestus».[2]

### Accessibilità
La zona è facilmente raggiungibile seguendo la strada che si dirama dalla Salaria, all'altezza della frazione di Trisungo, ed arriva al paese di Borgo di Arquata. Da qui si percorre la via, che attraversa le frazioni di Piedilama e Pretare. Dopo circa 6 km, si giunge ad un bivio che si apre sulla sinistra e raggiunge il valico di Forca di Presta, lo supera, fino a ricongiungersi alla località di Forca Canapine.

## Storia

### Il passaggio di Giuseppe Garibaldi
Candido Augusto Vecchi, nelle sue memorie, racconta che questo valico fu attraversato dal generale Giuseppe Garibaldi all'alba del giorno 27 gennaio 1849. L'eroe dei due mondi dopo aver lasciato il paese di Arquata del Tronto, dove pernottò, si diresse verso Rieti percorrendo la strada che sale a Pretare e, oltrepassando questo valico ed i Piani di Castelluccio, raggiunse il piccolo borgo di San Pellegrino di Norcia dove sostò per trascorrere la notte.
Fino alla cima di questo passo montano il generale fu scortato anche dal figlio del governatore arquatano che in suo onore portò una bandiera tricolore di seta.

## Turismo
Forca di Presta è visitabile in tutti i periodi dell'anno, tenendo presente che in inverno è possibile, a volte, che vi si formino banchi di fitta nebbia.
Durante il periodo estivo è meta di escursionisti ed appassionati di trekking. Da qui si possono intraprendere alcuni dei percorsi che conducono al monte Vettore, a Pizzo del Diavolo, alla Cima del Redentore e al lago di Pilato. Da giugno a settembre le favorevoli correnti ascensionali dei venti favoriscono i deltaplanisti e gli aeromodellisti che sono sempre numerosi.
In inverno le copiose nevicate consentono la pratica dello sci di fondo, mentre presso la vicina stazione sciistica di Forca Canapine si pratica lo sci alpino.(impianti non funzionanti dal terremoto del 2016).

### Sentiero per tutti
L'Ente Parco nazionale dei Monti Sibillini, realizzando il progetto Un parco per tutti, ha finanziato la costruzione del Sentiero per tutti che inizia di fronte al Rifugio degli Alpini e si sviluppa per circa 3 km di lunghezza.  Un percorso agevole e accessibile, anche a persone con difficoltà motorie, costituito da un sentiero in cemento, che costeggia una strada carrabile sterrata, e si conclude con una passerella appoggiata sul prato, realizzata con listelli di legno, rialzata di 30 cm. Questa passatoia attraversa i prati e giunge ad una baita-rifugio con vicino un belvedere dal quale si possono osservare i monti della Laga, al confine con la regione Abruzzo, i paesi di: Faete, Spelonga, Colle di Arquata ed Arquata del Tronto, appartenenti al territorio delle Marche, e di Amatrice, in provincia di Rieti, nel Lazio. Vi sono installate anche due tabelle descrittive delle località che è possibile scorgere guardando il panorama. La fruibilità di questo sentiero è limitata ai periodi in cui la neve non lo nasconde.

### Rifugio Giovanni Giacomini
Il valico accoglie anche la sede del rifugio Giovanni Giacomini, punto di riferimento e di orientamento.

### Eventi
Nel 2012 Forca di Presta è stata protagonista di due appuntamenti del Festival dell'Appennino, edizione estiva ed invernale: il 21 giugno vi è stato festeggiato il Solstizio col concerto del gruppo mongolo degli Egschiglen. Il 29 dicembre è stata tappa intermedia di una lunga ciaspolata tra i Monti Sibillini.

## Micologia
La zona è ricca di funghi quali: Macrolepiota procera, detto mazza di tamburo, facilmente reperibile da agosto a settembre; Agaricus campestris, Prataiolo, da luglio ad ottobre; il Tricholoma georgi o Spinarolo, da aprile fino ai primi di giugno. Il Boletus edulis o porcino, più raro, per la limitata quantità che se ne trova, ma si può cercare a settembre, presso un acquedotto detto "la Botte", fra Forca di Presta ed il sottostante paese di Arquata del Tronto.